# پکیج سورس
پکیج سورس (به انگلیسی: pkgsrc) یک سیستم مدیریت بسته‌های نرم‌افزاری برای سیستم‌عامل‌های شبه یونیکس است. pkgsrc در سال ۱۹۹۷ از پورت‌های فری‌بی‌اس‌دی  منشعب شده و به عنوان مدیر بسته اصلی در سیستم‌عامل نت‌بی‌اس‌دی انتخاب شد. از آن پس pkgsrc به صورت مستقل توسعه داده می‌شود. همانند خود NetBSD، سیستم pkgsrc هم به صورت پورتابل طراحی شده و می‌توان از آن بر روی سکوهای مختلفی استفاده کرد. در سال ۱۹۹۹ پشتیبانی از سیستم‌عامل سولاریس و بعدها هم پشتیبانی از دیگر سیستم‌عامل‌ها به آن اضافه شد. همچنین دراگون‌فلی‌بی‌اس‌دی هم از نسخه ۱٫۴ به بعد از pkgsrc به عنوان مدیر بسته پیشفرض خود استفاده می‌کند.
از طریق رابط خط فرمان می‌توانید از pkgsrc استفاده کرده و به نصب، حذف، بروزرسانی و به‌طور کلی مدیریت نرم‌افزارها بپردازید. این نرم‌افزارها هم می‌توانند به صورت باینری و از قبل کامپایل شده باشند و هم می‌توانند از روی کدهای منبع و توسط خود کاربر کامپایل شوند.
در حال حاضر pkgsrc شامل بیش از ۱۰۰۰۰ نرم‌افزار است که تقریباً بیشتر نرم‌افزارهای محبوب آزاد و بازمتن را دربرمیگیرد. همچنین pkgsrc حدودا از ۱۴ سیستم‌عامل مختلف پشتیبانی می‌کند که برخی این سیستم‌عامل‌ها عبارتند از: AIX، مشتقات BSD، HP-UX, IRIX, Linux, Mac OS X, Solaris، QNX  و ...
قسمت اعظم پکیج‌سورس از یکسری Makefile و شل اسکریپت تشکیل شده‌است. فرایند نصب نرم‌افزارها به وسیلهٔ پکیج‌سورس از چندین مرحله تشکیل می‌شود که تمام این مراحل به صورت خودکار انجام می‌شوند. ابتدا نرم‌افزار از نظر وجود داشتن آسیب‌پذیری‌های امنیتی بررسی می‌شود و در صورت وجود داشتن چنین آسیب‌پذیری‌هایی یک هشدار نمایش داده می‌شود. سپس نرم‌افزار از طریق اینترنت دانلود می‌شود، در مرحله بعد فایل‌های دانلود شده بررسی می‌شوند تا مبادا اشتباها یک فایل مخرب دانلود شده باشد. پس از آن وابستگی‌های نرم‌افزاری تشخیص داده شده و نصب می‌شوند. همینطور وصله‌های مورد نیاز بر روی برنامه اعمال می‌شوند تا برنامه به‌درستی بر روی نت‌بی‌اس‌دی اجرا شود. در مرحله بعد برنامه کامپایل شده و بر روی سیستم نصب می‌شود. در آخرین مرحله، تمام فایل‌هایی که توسط برنامه بر روی سیستم نصب می‌شود، در یک پایگاه داده ثبت می‌شوند و یک بسته باینری از نرم‌افزار مورد نظر ایجاد می‌شود.

## سکوهای مورد پشتیبانی
| سکو                                           | تاریخ اضافه شدن پشتیبانی |
| --------------------------------------------- | ------------------------ |
| نت‌بی‌اس‌دی                                      | اوت ۱۹۹۷                 |
| سولاریس                                       | مارس ۱۹۹۹                |
| لینوکس                                        | ژوئن ۱۹۹۹                |
| داروین و اواس ده                              | اکتبر ۲۰۰۱               |
| فری‌بی‌اس‌دی                                     | نوامبر ۲۰۰۲              |
| اپن‌بی‌اس‌دی                                     | نوامبر ۲۰۰۲              |
| ایریکس                                        | دسامبر ۲۰۰۲              |
| بی‌اس‌دی‌/اواس                                   | دسامبر ۲۰۰۳              |
| آی‌بی‌ام ای‌آی‌اکس                                | دسامبر ۲۰۰۳              |
| Interix (Microsoft Windows Services for Unix) | مارس ۲۰۰۴                |
| دراگون‌فلی‌بی‌اس‌دی                               | اکتبر ۲۰۰۴               |
| ترو۶۴ یونیکس                                  | نوامبر ۲۰۰۴              |
| HP-UX                                         | آپریل ۲۰۰۷               |
| کیوان‌اکس                                      | اکتبر ۲۰۰۷               |
| هایکو                                         | ژانویه ۲۰۱۰              |
| مینیکس ۳                                      | اوت ۲۰۱۰                 |
| Illumos                                       | فوریه ۲۰۱۱               |